# Bulldozer (bande originale)
Pour les articles homonymes, voir Bulldozer (homonymie).
 (juin 2017).
Si vous disposez d'ouvrages ou d'articles de référence ou si vous connaissez des sites web de qualité traitant du thème abordé ici, merci de compléter l'article en donnant les références utiles à sa vérifiabilité et en les liant à la section « Notes et références ».
Albums de Offenbach
Saint-Chrone de Néant
(1973) Tabarnac
(1974)
Bulldozer est le deuxième album studio du groupe rock et blues québécois Offenbach, sorti en 1973 et c'est aussi la trame sonore du film éponyme de Pierre Harel.

## Présentation
On peut y découvrir une version alternative du classique Câline de blues - ré-intitulé ici Câline de doux blues - avec Gerry au saxophone, ainsi qu'une version plus courte de Faut que j'me pousse. Par ailleurs, on entend chanter Gerry seulement sur ces deux chansons pré-citées, les autres sont soit instrumentales soit chantées par d'autres dont Pierre Harel, Michel Lamothe et Mouffe.
Pierre Harel chante sur deux chansons Bulldozer et Ah comme on s'ennuie, Mouffe chante quant à elle sur S.O.S.. La réédition CD offre deux chansons bonus, S.O.S. qui est une prise alternative et Ah comme on s'ennuie en version longue.
Bulldozer est le premier album avec Roger « Wézo » Belval à la batterie, qui remplace Denis "Le Vieux" Boulet, le frère de Gerry, qui a quitté le groupe après l'enregistrement de leur premier disque, Offenbach Soap Opera.

## Liste des titres
| 1. | Bulldozer            | Pierre Harel           | Pierre Harel      | 4:39 |
| 2. | Hey boss             | P. Harel               | Instrumental      | 4:32 |
| 3. | Magie rouge          | Michel Lamothe         | Instrumental      | 4:06 |
| 4. | Câline de doux blues | P. Harel, G. Boulet    | Gérald Boulet     | 5:03 |
| 5. | Adios Amor           | C. Carrière, J. Plante | La famille Savard | 3:18 |

| 6.  | Bulldozer thème        | P. Harel                       | Instrumental (saxophone) | 3:02 |
| 7.  | Solange Tabarnac       | P. Harel                       | Instrumental             | 0:26 |
| 8.  | Marche de peanut       | Jean Gravel                    | Instrumental             | 2:06 |
| 9.  | Bataille               | P. Harel, G. Boulet, R. Belval | Instrumental             | 2:45 |
| 10. | Qu'est-ce qui te prend | Roger Belval                   | Solo de batterie         | 2:45 |
| 11. | S.O.S.                 | Mouffe, J. Gravel              | Mouffe                   | 3:13 |
| 12. | Ah comme on s'ennuie   | P. Harel                       | Pierre Harel             | 3:07 |
| 13. | Faut que j'me pousse   | P. Harel, G. Boulet            | Gérald Boulet            | 2:38 |

| 14. | S.O.S. (Piste alternative)            | Mouffe, J. Gravel | Mouffe       | 3:22 |
| 15. | Ah Comme on s'ennuie (Version longue) | P. Harel          | Pierre Harel | 4:13 |

## Crédits
Source : Bulldozer, Offenbach, 1973, Livret album, Sound of Barclay, 80182
| - Pierre Harel : chant sur (Bulldozer (Thème), Ah comme on s'ennuie et Ah comme on s'ennuie version longue), piano - Gerry Boulet : chant, orgue, saxophone sur Bataille, Bulldozer Thème et Câline de doux blues - Johnny Gravel : guitare électrique, chœurs - Michel Lamothe : basse, guitare acoustique sur Magie Rouge, chœurs - Wézo Belval : batterie - Mouffe : chant sur S.O.S. et S.O.S. Reprise - La famille Savard sur Adios Amor | - Producteur, producteur délégué : Pierre Harel - Production, ingénierie, mixage : Mick Glossop - Producteur délégué : Sean McFee, Stephen Takacsy - Remastering : Guy Hébert - Transfert des bandes : Reggie Thompson (CDX Mastering) - Concept et Montage : Stephen Takacsy et Beagle Communications - Design original : Bourassa, Maffi Associés |

## Bulldozer, le film
Pour plus de détails, voir Fiche technique et Distribution.
 Sauf indication contraire, les informations mentionnées dans cette section peuvent être confirmées par la base de données cinématographiques IMDb,  présente dans la section « Liens externes ».

### Synopsis
Un bâtiment de mine abandonnée au milieu d'un champ d'ordures où vivent les membres de ce qui s'appelle encore une famille.

### Fiche technique
- Titre : Bulldozer
- Pays d'origine :  Canada
- Langue originale : Français
- Réalisation : Pierre Harel
- Assistant réalisation : Pierre Lacombe
- Scénario : Pierre Harel, Claudine Monfette
- Prise de son : Rudy Bell, Guy Rhéaume
- Montage sonore : Yves Dion
- Images : François Beauchemin
- Montage images : Pierre Harel, Pierre Lacombe
- Direction de production : Lyse Venne, Bernard Lalonde
- Costumes : Françoise Marque
- Maquillage : Danielle Charbonneau
- Musique : Offenbach sur des textes de Pierre Harel
- Sociétés de production : ACPAV - Association Coopérative de Productions Audio-Visuelles (Québec)
- Société de distribution : Films Mutuels (Québec)
- Budget : 175 000 dollars (Participation de la SDICC)
- Format : couleur — 1.85 : 1 — 16 mm — 35 mm
- Genre : Fiction, Indépendant
- Durée originale : 92 min 45 s
- Date de sortie[3] :  Canada : 14 février 1974
- Année de début de production : 1971
- Année de fin de production : 1973
- Lieux et dates de tournage : Rouyn-Noranda, Québec (Canada) — 3 mars 1971 - 5 mai 1971

### Distribution
- Yvan Ducharme : Mainchaude
- Pauline Julien : Mignonne Galarneau
- Raymond Lévesque : Bertrand Galarneau
- Claudine Monfette (Mouffe) : Solange Galarneau
- Donald Pilon : Peanut Galarneau
- André Saint-Denis : Gontrand Galarneau
- Tony Roman
- Mr. Wonder

### Sources
- « Bulldozer » (présentation de l'œuvre), sur l'Internet Movie Database
- « Bulldozer », sur Éléphant, mémoire du cinéma québécois (consulté le 11 juin 2017)